# Мармол, Фернандо Таррида дель
Фернандо Таррида дель Мармол (1861—1915) — кубинский анархист, писатель.

## Биография
Родился в Гаване, в семье богатых эмигрантов из Каталонии и был племянником кубинского генерала Донато Мармоля. Учился на инженера в Барселоне, Тулузе, Мадриде, позже стал профессором и директором политехнической школы в Барселоне. В Барселоне писал статьи для журналов Anarchy, La Revista Blanca и El Productor (издание его земляка Энрике Роига Сан-Мартина), сотрудничал с Федерико Уралесем и Франcиско Феррером Гуардиа.
Умер в возрасте 54 лет и был похоронен в Льюишеме на кладбище Брокли и Ледиуэлл.

## Работы
- To the Inquisitors of Spain, 1897. Онлайн (на английском)
- At the Bar of Justice, 1897. Онлайн (на английском)
- Cubans in the Prison Camp of Ceuta, 1897. Онлайн (на английском)
- The Inquisition in Porto Rico, 1897. Онлайн (на английском)